# Tengku Ampuan Bariah
Tengku Ampuan Bariah binti Al-Sultan Marhum Hisamuddin Alam Shah Al-Haj (Klang, 31 agosto 1930 – Klang, 21 marzo 2011) è stata Tengku Ampuan di Terengganu dal 1980 al 1998.

## Biografia
Tengku Bariah nacque a Klang il 31 agosto 1930 ed era figlia del futuro sultano Hisamuddin di Selangor e della sua seconda moglie Cik Puan Kalsum Mahmud. Venne educata presso la Malay School di Klang, il Malay Girl's College di Kuala Lumpur e il Cuckfield Park College nel Sussex.
Il 22 marzo 1951 a Kuala Lumpur si sposò con Tengku Mahmud Sultan Ismail Nasiruddin, allora Yang di-Pertuan Muda (principe ereditario) di Terengganu. Il 7 aprile 1954 le fu concesso il titolo di Tengku Puan Muda.
Tengku Mahmud ascese al trono il 21 settembre 1979 e il 21 marzo successivo le concesse il titolo di Tengku Ampuan Besar. Il marito regnò fino alla sua morte avvenuta il 14 maggio 1998. Gli succedette Tengku Zainal Abidin Mizan.
Dopo la morte del marito assunse il titolo di Tengku Ampuan (regina madre). Tuanku Nur Zahirah, moglie del figliastro, assunse il titolo di Permaisuri. Tengku Ampuan Bariah mantenne la sua posizione di membro anziano della corte reale del Selangor e partecipò alla cerimonia di incoronazione di suo nipote Sharafuddin il 9 marzo 2003.
Tengku Ampuan Bariah morì presso il Seri Kota Specialist Hospital di Klang il 21 marzo 2011. Le preghiere funebri si tennero lo stesso giorno e vi presenziarono la Raja Perempuan di Perlis Tuanku Fauziah, Tengku Puan di Pahang, Tengku Azizah e molti membri delle famiglie reali di Selangor, Johor, Kedah e Negeri Sembilan. Fu sepolta accanto al marito nel mausoleo reale della moschea Al-Muktafi Billah Shah di Kuala Terengganu.